# Fontecada
Fontecada (llamada oficialmente San Martiño de Fontecada) es una parroquia y un lugar español del municipio de Santa Comba, en la provincia de La Coruña, Galicia.

## Entidades de población
Entidades de población que forman parte de la parroquia:
- A Choupana
- A Corna
- Almozara
- A Pallota
- Barbeira
- Codesedo
- Fontecada
- Guardados (Os Guardados)
- O Campelo
- O Loureiro
- Parada
- San Martiño

## Demografía

### Parroquia
| Gráfica de evolución demográfica de Fontecada (parroquia) entre 2000 y 2021 |
|                                                                             |
| Datos según el nomenclátor publicado por el INE.                            |

### Lugar
| Gráfica de evolución demográfica de Fontecada (lugar) entre 2000 y 2021 |
|                                                                         |
| Datos según el nomenclátor publicado por el INE.                        |